# Soløy
Soløy est une localité du comté de Troms, en Norvège.

## Géographie
Administrativement, Soløy fait partie de la kommune de Lavangen.